# EML Tasuja
L'EML Tasuja (A432) était un navire de plongée de classe Lindormen construit en 1977.
Il sert dans la marine danoise sous le nom de KDM Lindormen jusqu'en 2004. Remis à la marine estonienne, il est alors nommé EML Tasuja au sein de la division des navires miniers jusqu'en 2016.

## Historique
Le Lindormen est le premier de deux navires de pose de mines similaires construits au chantier naval Svendborg Skibsværft (en) pour la marine danoise. Il est lancé le 7 juin 1977 sous le nom de KDM Lindormen. Après son équipement, il entre en service un an plus tard, le 14 juin 1978.
Lindormen est réaménagé à Søby Værft, au Danemark, en 2001. Désarmé en 2004, il est remis à la marine estonienne. Il est alors rebaptisé EML Tasuja. Son navire jumeau, KDM Lossen, est également donné par le Danemark deux ans plus tard en 2006, mais pas directement à la marine estonienne. L'ex-Lossen commence à servir au sein de l'Académie maritime estonienne en tant que navire de formation civil nommé: MS Kristiina, pour les nouveaux officiers de marine.
L'EML Tasuja est utilisé en service actif comme navire de plongée navale au sein de la Division estonienne des mines, tandis que son navire jumeau est maintenu en réserve et utilisé pour la formation. Le 1er novembre 2016, après 10 ans de service actif, la marine estonienne déclasse le Tasuja. Peu de temps après, son navire jumeau est mis en service actif sous le nom d'EML Wambola. (en)

## Traditions
Les armoiries du Tasuja sont présentées lors d'une cérémonie le 12 avril 2006,. Le blason est conçu par Priit Herodes. Une épée d'argent est au centre des armoiries du navire. La devise latine du navire était "More Maiorum" (en français: Comme nos ancêtres).
Le 8 juillet 2006, un contrat est signé entre le navire et le conseil municipal de Kunda, donnant au Tasuja le droit de porter les armoiries de la ville de Kunda en s'engageant de faire dans la promotion de la ville dans tous les ports étrangers à travers le monde[réf. nécessaire].